# Kwadra (architektura)
Kwadra – obrobiony kamień w kształcie zbliżonym do sześcianu. Powierzchnia licowa (widoczna z zewnątrz) kwadr bywa zwykle staranniej obrobiona. Stosowany był często w budownictwie romańskim.